# Bill Kennedy (Schiedsrichter)
William Gene „Bill“ Kennedy (* 10. November 1966 in Phoenix, Arizona) ist ein US-amerikanischer Schiedsrichter im Basketball, der seit dem Jahr 1995 in der NBA tätig ist. Er trägt die Uniform mit der Nummer 55.

## Karriere

### National Basketball Association
Kennedy begann im Jahr 1995 seine NBA-Schiedsrichterlaufbahn beim Spiel der Chicago Bulls gegen die Charlotte Hornets.
Zudem pfiff er zwei Partien in der Women’s National Basketball Association.

### Continental Basketball Association
Zusätzlich zu seiner Arbeit in der NBA war er fünf Jahre als Schiedsrichter in der Continental Basketball Association tätig.